# Iglesia de Santa Isabel de Hungría (El Melón)
La Iglesia de Santa Isabel de Hungría es un templo católico ubicado en la ciudad de El Melón, comuna de Nogales, Región de Valparaíso, Chile. Inaugurada en 1922, fue declarada monumento histórico, mediante el Decreto Exento n.º 1014, del 8 de octubre de 1997.

## Historia
Isabel Brown, dueña de la Hacienda El Melón, mandó a construir en sus terrenos una iglesia diseñada por el arquitecto Daneri. Fue inaugurada el 15 de enero de 1922 e Isabel Brown la donó a la Iglesia de Santiago el 29 de marzo del mismo año, para en 1939 pasar a los Carmelitas Descalzos.
El terremoto de 2010 dejó daños en su campanario, por lo que al año siguiente se repararon la torre y el campanario, además de mejoras en la fachada y en la pintura.

## Descripción
Forma parte de un conjunto arquitectónico con la casa parroquial, una escuela y un asilo de ancianos, los cuales se erigen en torno a un patio de baldosas. Presenta en su fachada columnas y está coronada por una torre campanario.